# Уброгепант

Уброгепант (Ubrogepant), що продається під торговою маркою Убрелві (Ubrelvy), є препаратом, який використовується для негайного лікування гострої мігрені з аурою або без неї (сенсорне явище або розлад зору) у дорослих. Не показаний для профілактики мігрені. Уброгепант є низькомолекулярним антагоністом пептидного рецептора, пов’язаного з геном кальцитоніну (КГРП, англ. CGRP). Це перший препарат цього класу, схвалений для лікування гострої мігрені. Відпуск за рецептом.

## Історія
Уброгепант, також відомий як MK-1602, був виявлений вченими Merck.
Ефективність уброгепанту для лікування гострої мігрені була продемонстрована в двох рандомізованих подвійних сліпих плацебо-контрольованих дослідженнях. У цих дослідженнях 1439 дорослих пацієнтів з мігренню в анамнезі з аурою та без неї отримували затверджені дози уброгепанту для лікування мігрені, що триває. В обох дослідженнях відсоток пацієнтів, які досягли полегшення болю через дві години після лікування (визначається як зменшення тяжкості головного болю від помірного або сильного болю до повної відсутності), і у яких найбільш докучливий симптом мігрені (нудота, чутливість до світла або звуку) припинився через дві години після лікування були значно більшими серед пацієнтів, які отримували уброгепант (19–21 % залежно від дози), порівняно з тими, хто отримував плацебо (12 %). Пацієнтам було дозволено приймати звичайне лікування мігрені принаймні через дві години після прийомання уброгепанту. 23 % пацієнтів приймали профілактичні препарати проти мігрені.
У грудні 2019 року Управління з контролю за якістю харчових продуктів і медикаментів США схвалило Ubrelvy виробництва Allergan USA, Inc. для лікування мігрені після її появи.

## Побічна дія
Найчастішими побічними ефектами є нудота, втома та сухість у роті. Уброгепант протипоказаний для одночасного застосування з потужними інгібіторами CYP3A4.